# PowerBook 3400c
A Macintosh PowerBook 3400c hordozható számítógépet az Apple fejlesztette, gyártotta és forgalmazta 1997. február 17. és 1997. november 10. között 9 hónapon keresztül. A Macintosh PowerBook 3400c/240 a PowerBook számítógép-családba tartozott. A gépeket szóban és írásban is szokás PB3400nak, 3400-asnak említeni – szövegkörnyezettől függően – a 'c' jelzést elhagyva. A gépnek három eltérő sebességű verzióban volt kapható: 180, 240 és 300 MHz, ezt a nevet követően per jel után jelezték. A PowerBook 3400c belső kódneve a fejlesztés során Hooper volt az egyik terméktervező mérnök kutyája után.
Az első PB3400-asnak nem volt része a 6xCD-ROM, amely a középső gépben azzá lett, a 300 MHz-es verzióba 12xCD-ROM került. Az első 180 MHz-es gépben az Ethernet–kártya/csatlakozás és a 33,6k-s modem opcionális volt, későbbi verziókban mindkettő széria elem. A tárhely is folyamatosan nőtt: 1,3GB, 2GB és 3GB merevlemez került a PowerBookokba.

## Története
Gil Ameliónak vezérigazgatóvá történő kinevezését követően (1996. február) az első feladata volt a PowerBook 5300 okozta csorba köszörülése. A mérnökök visszatértek a tervezőasztalhoz és két új laptopot terveztek a PB5300 utódjának. Visszatérve a korábbi koncepcióhoz, az egyik alacsonyabb árú fogyasztói modell lett volna, amelynél a minőségi és felépítési problémákat oldják meg. A másik a csúcsmodell, amely végre megadja a PowerBook számára a szükséges sebességet és erőt. Mindkettőt 1996 ősszel tervezték bemutatni, a csúcsmodell nem készült el, így az alsó kategóriás PowerBook 1400 váltotta a PB5300-t, a PowerBook 3400 több hónappal később, 1997 tavasza elején jelent meg.
A PowerBook 3400 sokat javított az Apple elmúlt évek alatt mélyrepülésbe került megítélésén. Bár rövid ideig, de a világ leggyorsabb hordozható gépe volt a PB3400, amelyet az Apple „teljes multimédiás” Macként hirdette. A vállalat szerint a laptop „elég teljesítményű a zökkenőmentes, teljes képernyős QuickTime filmek nézéséhez [és] több mint elegendő energiával rendelkezik a világhálón való böngészéshez”. Az üzem közben cserélhető meghajtórekesz lehetővé teszi a felhasználók számára, hogy a CD-ROM-meghajtót más meghajtóra – hajlékonylemez, merevlemez, magneto-optikai lejátszó... – cseréljék anélkül, hogy a számítógépet alvó állapotba kellett volna tenni vagy kikapcsolni.

„Az új Apple PowerBook 3400 nemcsak a világ leggyorsabb notebook számítógépe, de lehet, hogy a legjobb is.”

– Apple nyomtatott hirdetés

A PB3400 is azután került piacra, hogy 1997. januárjában az Apple alapítója, Steve Jobs visszatért az Apple-höz, ahonnan korábban elbocsátották. A PB3400 – és jó néhány termék – sikere így összekapcsolódott a visszatéréssel, és bár Jobs hozzájárulása minimális volt, a sikert mégis neki tulajdonították. Szintén 1997-ben indította az Apple a Think Different marketing kampányát, amellyel a cég brandet támogatták meg, a maga idején kultikussá vált kampány oda-vissza hatásban állt a PB3400-zal.
A PB3400 ára 4500–6500 dollár között változott kiépítettségtől függően. Az Apple kevesebb mint 10 hónap után, 1997 novemberében leállította a gyártást. A PowerBook 3400 átadta helyét a PowerBook G3 családnak, mivel az Apple ugyanazt a G3 processzort alkalmazta a laptopjaihoz, amely az ikonikus iMac G3-at hajtotta.

## A világ leggyorsabb laptopja
A PowerBook 3400c rövid ideig a világ leggyorsabb laptopja volt. Az akár 240 MHz-es sebességgel működő PowerPC 603e processzort használó PowerBook volt az első, amely PCI architektúrával, EDO memóriával és 64 bit kapacitású, 40 MHz-es belső busszal rendelkezett.
Megjelenését tekintve a PowerBook 3400c sokat köszönhet a korábbi PowerBook 5300 gépeknek. Néhány lényeges változtatás azonban történt, beleértve a nagyobb LCD-képernyőt, a cserélhető meghajtórekeszt, amely lehetővé tette a CD-olvasó használatát.
A PowerBook 5300-as sorozathoz hasonlóan a PB3400-asok is egy PC-Card nyílással érkeztek, de míg az PB5300-asok szigorúan 16 bites eszközökkel kompatibilisek, a 3400-asok – legalábbis elméletben – kompatibilisek voltak a 32 bites CardBus kártyákkal. A CardBus kártyával a PB3400-as használhatott USB-nyomtatót vagy FireWire eszközt, például iPodot.

## Technikai leírás

### Macintosh PowerBook 3400c/180
A gép súlya 3,24 kg, magassága 6,1 cm, szélessége 29,21 cm és mélysége 24,13 cm volt. A gépet System 7.6 operációs rendszerrel szállította az Apple, a ROM mérete 4MB volt. A kijelző 12.1" Active Matrix 16-bit SVGA LCD volt 800 x 600 képpont felbontással. A Macintosh PowerBook 3400c/180 számítógépet 180 MHz-es Motorola 603e processzor vezérelte (L1 cache: 32K, L2 cache: 256K). A PMMU feladatát a processzor látta el. Az FPU-t is a processzor végezte. A gép bemutatásakor az alaplapon 16 MB (60ns) memóriát tartalmazott, maximálisan 144 MB kezelésére volt képes a gyári specifikáció szerint. A bővítéshez az egyetlen helybe (slot) 4-128 MB-os modulok egyikét lehetett betenni. Az adatokat az 1.3GB ATA–buszos belső merevlemezre lehetett elmenteni. Külső adattárolási lehetőséget az 1,44-es hajlékonylemez meghajtó (floppy-drive) kínált.A Macintosh PowerBook 3400c/180 beépített 6xCD-vel rendelkezett. A számítógépnek egy ADB, egy Geoport, egy nyomtató, egy hangszóró portja volt. HDI-15 a videó, HDI-30 a SCSI kimenet volt. Ethernet hálózathoz opt. 10baseT porton kapcsolódhatott a gép. A mikrofon port PlainTalk volt. A Macintosh PowerBook 3400c/180 32 Wh Lithium Ion akkumulátora maximum 45W teljesítményre volt képes.

### Macintosh PowerBook 3400c/200
A gép súlya 3,24 kg, magassága 6,1 cm, szélessége 29,21 cm és mélysége 24,13 cm volt. A gépet System 7.6 operációs rendszerrel szállította az Apple, a ROM mérete 4MB volt. A kijelző 12.1" Active Matrix 16-bit SVGA LCD volt 800 x 600 képpont felbontással. A Macintosh PowerBook 3400c/200 számítógépet 200 MHz-es Motorola 603e processzor vezérelte (L1 cache: 32K, L2 cache: 256K). A PMMU feladatát a processzor látta el. Az FPU-t is a processzor végezte. A gép bemutatásakor az alaplapon 16 MB (60ns) memóriát tartalmazott, maximálisan 144 MB kezelésére volt képes a gyári specifikáció szerint. A bővítéshez az egyetlen helybe (slot) 4-128 MB-os modulok egyikét lehetett betenni. Az adatokat a 2GB ATA–buszos belső merevlemezre lehetett elmenteni. Külső adattárolási lehetőséget az 1,44-es hajlékonylemez meghajtó (floppy-drive) kínált.A Macintosh PowerBook 3400c/200 beépített 6xCD–vel rendelkezett. A számítógépnek egy ADB, egy Geoport, egy nyomtató, egy hangszóró portja volt. HDI-15 a videó, HDI-30 a SCSI kimenet volt. Ethernet hálózathoz 10baseT porton kapcsolódhatott a gép. A mikrofon port PlainTalk volt. A Macintosh PowerBook 3400c/200 32 Wh Lithium Ion akkumulátora maximum 45W teljesítményre volt képes.

### Macintosh PowerBook 3400c/240
A gép súlya 3,24 kg, magassága 6,1 cm, szélessége 29,21 cm és mélysége 24,13 cm volt. A gépet System 7.6 operációs rendszerrel szállította az Apple, a ROM mérete 4MB volt. A kijelző 12.1" Active Matrix 16-bit SVGA LCD volt 800 x 600 képpont felbontással. A Macintosh PowerBook 3400c/240 számítógépet 240 MHz-es Motorola 603e processzor vezérelte (L1 cache: 32K, L2 cache: 256K). A PMMU feladatát a processzor látta el. Az FPU-t is a processzor végezte. A gép bemutatásakor az alaplapon 16 MB (60ns) memóriát tartalmazott, maximálisan 144 MB kezelésére volt képes a gyári specifikáció szerint. A bővítéshez az egyetlen helybe (slot) 4-128 MB-os modulok egyikét lehetett betenni. Az adatokat a 3GB ATA–buszos belső merevlemezre lehetett elmenteni. Külső adattárolási lehetőséget az 1,44-es hajlékonylemez meghajtó (floppy-drive) kínált.A Macintosh PowerBook 3400c/240 beépített 12xCD–vel rendelkezett. A számítógépnek egy ADB, egy Geoport, egy nyomtató, egy hangszóró portja volt. HDI-15 a videó, HDI-30 a SCSI kimenet volt. Ethernet hálózathoz 10baseT porton kapcsolódhatott a gép. A mikrofon port PlainTalk volt. A Macintosh PowerBook 3400c/240 32 Wh Lithium Ion akkumulátora maximum 45W teljesítményre volt képes.

### Technikai adatok táblázatban
A táblázat nem tartalmazza az összes műszaki paramétert. Az egyes modelleknél a bemutatáskor érvényes adatokat soroljuk fel, a későbbi frissítéseket nem. Az adatok az Apple adatlapjáról származnak, a hiányzó adatok – egyes gépeknél a kivezetés időpontja, az összes kijelző adat, üzemóra adat... – a MacTracker alkalmazásból valók.

| Gép nevebemutatva kivezetve                      | Méretmagasság szélesség mélység súly | Processzorprocesszor órajel, mag L1 és L2 cache PMMU FPU               | Háttértármerevlemezkülső adathordozó | Eredeti operációs rendszer | Memóriaalap max. @sebességhely                                        | Kijelzőfizikai méret, legjobb felbontás                          | Tápmax. teljesítmény, akkumulátoros üzemidő (becslés) | Csatlakozók |
| ------------------------------------------------ | ------------------------------------ | ---------------------------------------------------------------------- | ------------------------------------ | -------------------------- | --------------------------------------------------------------------- | ---------------------------------------------------------------- | ----------------------------------------------------- | --- |
| PowerBook 3400c/1801997 febr. 17. 1997. nov. 10. | 6,1 mm 29,21 mm 24,13 mm 3,24 kg     | PowerPC 603e @180 MHz L1:32K, L2:256K PMMU: integrálva FPU: integrálva | Floppy: 1.44MBHD: 1.3GB (ATA)6xCD    | System 7.6 ROM: 4MB        | Alaplapon: 16 MB @60ns max: 16 MB – 144 MBegy hely: 4-128 MB-os modul | Alaplapon: 12.1" Active Matrix 16-bit SVGA LCD 800 x 600 képpont | Max: 45W, 1,875A 81,57 Wh, óra                        | * ADB: 1 * Geoport: 1 * nyomtató: 1 * hang: van * videó: 1 HDI-15 * SCSI: 1 HDI-30 * Ethernet: 1 opt. 10baseT * mikrofon: PlainTalk |
| PowerBook 3400c/2001997 febr. 17. 1997. nov. 10. | 6,1 mm 29,21 mm 24,13 mm 3,24 kg     | PowerPC 603e @200 MHz L1:32K, L2:256K PMMU: integrálva FPU: integrálva | Floppy: 1.44MBHD: 2GB (ATA)6xCD      | System 7.6 ROM: 4MB        | Alaplapon: 16 MB @60ns max: 16 MB – 144 MBegy hely: 4-128 MB-os modul | Alaplapon: 12.1" Active Matrix 16-bit SVGA LCD 800 x 600 képpont | Max: 45W, 1,875A 81,57 Wh, óra                        | * ADB: 1 * Geoport: 1 * nyomtató: 1 * hang: van * videó: 1 HDI-15 * SCSI: 1 HDI-30 * Ethernet: 1 10baseT * mikrofon: PlainTalk      |
| PowerBook 3400c/2401997 febr. 17. 1997. nov. 10. | 6,1 mm 29,21 mm 24,13 mm 3,24 kg     | PowerPC 603e @240 MHz L1:32K, L2:256K PMMU: integrálva FPU: integrálva | Floppy: 1.44MBHD: 3GB (ATA)12xCD     | System 7.6 ROM: 4MB        | Alaplapon: 16 MB @60ns max: 16 MB – 144 MBegy hely: 4-128 MB-os modul | Alaplapon: 12.1" Active Matrix 16-bit SVGA LCD 800 x 600 képpont | Max: 45W, 1,875A 81,57 Wh, óra                        | * ADB: 1 * Geoport: 1 * nyomtató: 1 * hang: van * videó: 1 HDI-15 * SCSI: 1 HDI-30 * Ethernet: 1 10baseT * mikrofon: PlainTalk      |

## PowerBook számítógépek az időben
| PowerBook és iBook számítógépek idővonalon |
| --- |
| A grafikon adatai utoljára 2023. december 19-én frissültek. A szín sötétebb változata az egymást követő gépek megkülönböztetését szolgálja. A színek kezdete a bemutató időpontja, a forgalmazás több esetben is hónapokkal később kezdődött. Megeshet, hogy egy csík végét kitakarja egy másik csík eleje. Előfordul, hogy a gyártás befejezését követően még egy ideig forgalomban marad a Mac adott verziója. Az adatok forrása a Jegyzetekben található. |